# دادگاه قانون اساسی آفریقای جنوبی
دادگاه قانون اساسی آفریقای جنوبی دادگاه قانون اساسی عالی آفریقای جنوبی است که وظیفهٔ نظارت بر اجرای قانون اساسی در این کشور را برعهده دارد.
دادگاه قانون اساسی از یازده قاضی تشکیل شده است. قضات از فهرست ارائه‌شده توسط کمیتهٔ خدمات قضایی و توسط رئیس‌جمهور آفریقای جنوبی برای یک دورهٔ دوازده‌ساله منصوب می‌گردند.
مقر دادگاه قانون اساسی در شهر ژوهانسبورگ واقع شده است.